# Aenigmetopia
Aenigmetopia — рід двокрилих комах родини саркофагід (Sarcophagidae). Містить 5 видів.

## Поширення
Всі представники роду є ендеміками Австралії.

## Види
- Aenigmetopia amissa Johnston, Wallman, Szpila & Pape, 2020
- Aenigmetopia corona Johnston, Wallman, Szpila & Pape, 2020
- Aenigmetopia fergusoni Malloch, 1930
- Aenigmetopia kryptos Johnston, Wallman, Szpila & Pape, 2020
- Aenigmetopia pagoni Johnston, Wallman, Szpila & Pape, 2020